# 테라 아우스트랄리스

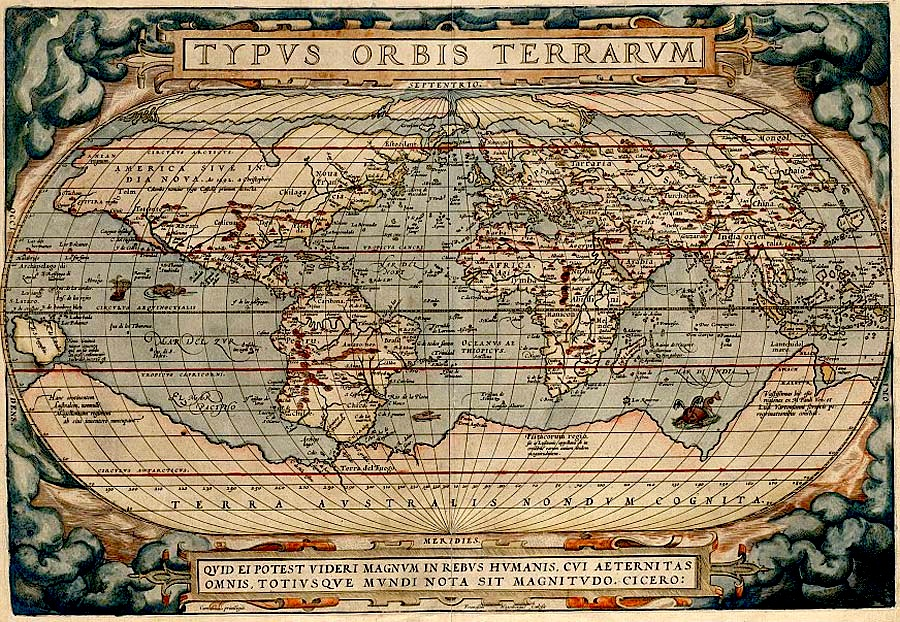
1570년 아브라함 오르텔리우스가 제작한 세계 지도. 남극 아래쪽에 "미지의 남방 대륙"(Terra Australis Nondum Cognita)이라는 글이 쓰여져 있다.

테라 아우스트랄리스(라틴어: Terra Australis→남쪽의 땅) 또는 마갈라니카(라틴어: Magallanica→마젤란의 땅)는 한때 남극을 중심으로 남반구의 대부분을 차지하는 것으로 추측된 가설의 대륙이다.
고대 그리스에서는 아리스토텔레스를 비롯한 여러 지식인들 사이에서 지구는 둥글다는 가설이 널리 퍼져 있었다. 그렇지만 고대 그리스의 지식인들 사이에서 알려졌던 대륙은 모두 북반구에 편중되어 있었기 때문에 지구가 불균형을 이루고 있다고 판단했고 남반구에도 북반구와 균형을 이루는 거대한 육지가 존재한다고 생각했다.
대항해 시대부터 미지의 남방 대륙이 실제로 존재한다는 사실이 널리 알려졌다. 1520년에는 페르디난드 마젤란이 이끄는 함대가 티에라델푸에고섬과 남극까지 이어진 미지의 남방 대륙의 최북단을 탐험했고 1642년에는 아벌 타스만이 태평양을 탐험했다. 1770년에는 제임스 쿡이 오스트레일리아 동부 연안에 상륙했다.
1814년에는 매슈 플린더스가 자신의 항해 일지인 《테라 아우스트랄리스에 대한 모험》(A Voyage to terra Australis)을 통해 오스트레일리아(Australia)라는 이름을 처음 사용했다.